# Черкасы (Волынская область)
Черкасы (укр. Черкаси) — село в Люблинецкой поселковой общине Ковельского района Волынской области Украины.
Код КОАТУУ — 0722184604. Население по переписи 2001 года составляет 166 человек. Почтовый индекс — 45030. Телефонный код — 3352. Занимает площадь 0,003 км².